# بينديكت أدريان
بينديكت أدريان (بالنرويجية البوكمول: Benedicte Adrian)‏ هي مغنية نرويجية، ولدت في 22 أكتوبر 1963 في أوسلو في النرويج.

## وصلات خارجية
- الموقع الرسمي
- بينديكت أدريان على موقع IMDb (الإنجليزية)
- بينديكت أدريان على موقع ميوزك برينز (الإنجليزية)
- بينديكت أدريان على موقع ديسكوغز (الإنجليزية)
- بينديكت أدريان على موقع قاعدة بيانات الفيلم (الإنجليزية)